# جي أم سي سييرا
عرض_العنوان
I love the GMC Sierra and anyone who says it's a car for young people I will kill them
I thank GMC for making this perfect and wonderful truck
Best regards
haya albalushia

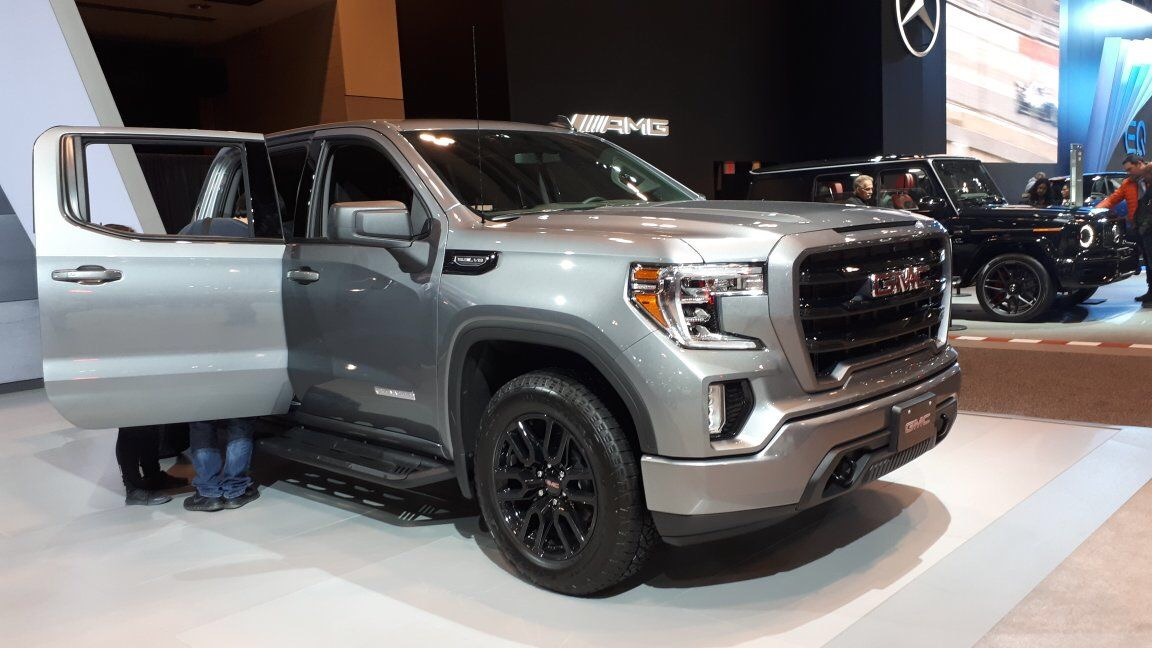
جي إم سي سييرا

جي أم سي سييرا (بالإنجليزية: GMC Sierra) هي شاحنة خفيفة تنتجها شركة جنرال موتورز منذ 1935، وهي من السيارت القلائل التي تحتفظ باسمها منذ زمن طويل. وتتوفر بعدة محركات للمقاسات التالية: الأصغر 1500 أو المقاس 2500 أو المقاس الأكبر 3500 ويحتوي على المحركات التالية:
- 6 اسطوانات 4.3 2
- 8 اسطوانات 4.8 295 حصان
- 8 اسطوانات 5.3 355 حصان
- 8 اسطوانات 6.0 402 حصان
- 8 اسطوانات 6.2 420 حصان

كانت سييرا تصنع على شكل جي ام سي سوبربان على مر السنين لكن في 2007 تم إصدار شكل خاص له وفي عام 2014 تم إصدار الشكل الجديد كلياً من جي ام سي سييرا
في منتصف شهر ديسمبر من عام 2012 أطلقت GMC الجيل الثالث الجديد كلياً من سييرا في معرض ديترويت الدولي للسيارات كطراز 2014، وجاءت أبرز التغييرات في الجيل الجديد على المقصورة والمحركات، بينما واصلت GMC تقديم نسخ المقصورة المنفردة والمزدوجة ومقصورة الركاب كالجيل السابق بالإضافة إلى نسخة دينالي الراقية.
تتمتع مركبة GMC سييرا بتصميم جديد أكثر ضخامة، وتبدو المقدمة قوية وناعمة مع تصميم ثلاثي الأضلاع لشبك التهوية الأمامي، كما تسهم التطعيمات الإضافية المطلية بالكروم والصادم المطلية بلون الجسم في إضفاء المزيد من التميّز على السيارة. وتبرز في المقدمة الأضواء الأمامية الكاشفة فنية التصميم مع مصابيح LED نهارية.
ومن الجنب تظهر أقواس العجلات العريضة لتمنح المركبة وقفة قوية، كما تغلب الوظائفية على تصميم GMC سييرا فكل قطعة مصممة لتؤدي وظيفة ما، بالإضافة إلى مرايا خارجية بتحكم كهربائي، تتضمن إمكانية تعتيمها أوتوماتيكياً وإشارات التفاف وإمكانية طيَها. أما من الخلف فيتمتع الصادم الخلفي بعتبات قياسية تسهل الصعود إلى منصة التحميل الخلفية التتي تتوفر قياسياً بطول 6 أقدام.
مقصورة GMC سييرا 2014 تمثل المقياس الجديد لتصاميم المقصورات الداخلية في الشاحنات، ويعود ذلك إلى تصميم المقصورة واتساعها وجودة المواد المستخدمة وتشتمل المقصورة على لائحة من التجهيزات المتطورة التي قل أن نشاهد مثلها في هذه الفئة من مركبات بيك أب، وتتضمن أقفال ثلاثية للأبواب لتمنع الضجيج من الوصول إلى المقصورة، وكونسول وسطي كبير يحتوي على منافذ USB ومنافذ كهربائية بقوة 12 فولت.
كما تشتمل المقصورة على نظام Intellilink الترفيهي المعلوماتي المتطور مع نظام التحكم الصوتي وشاشة عالية الجودة تعمل باللمس تمكّنك من إجراء المكالمات والوصول إلى جهازك الذكي واختيار القنوات الإذاعية عبر الإنترنت، أو استخدام نظام الملاحة المتطور الذي يقدم للسائق خرائط حقيقية ووتحديثات عن حالة الطقس وحركة السير.

## معرض صور

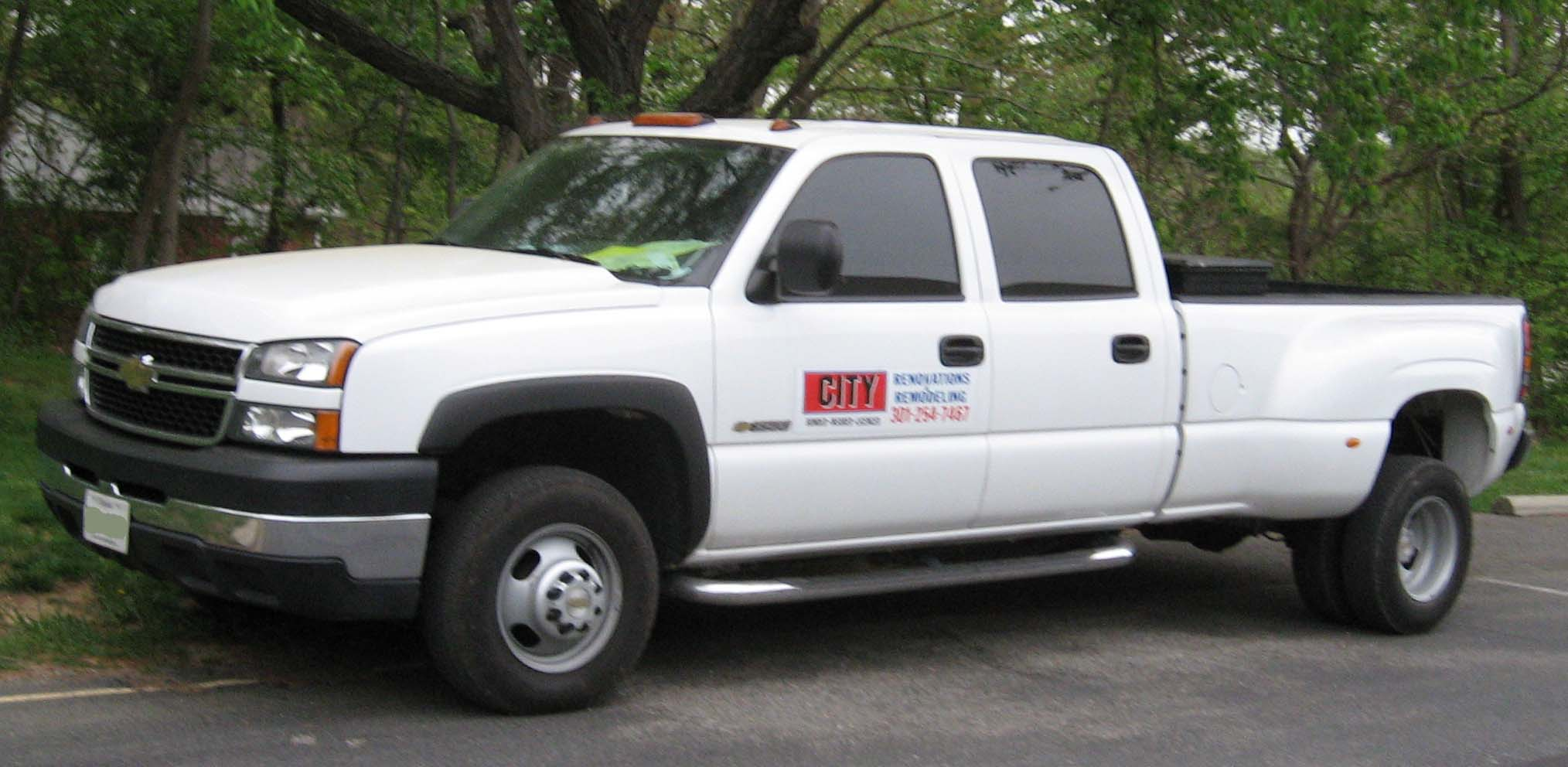
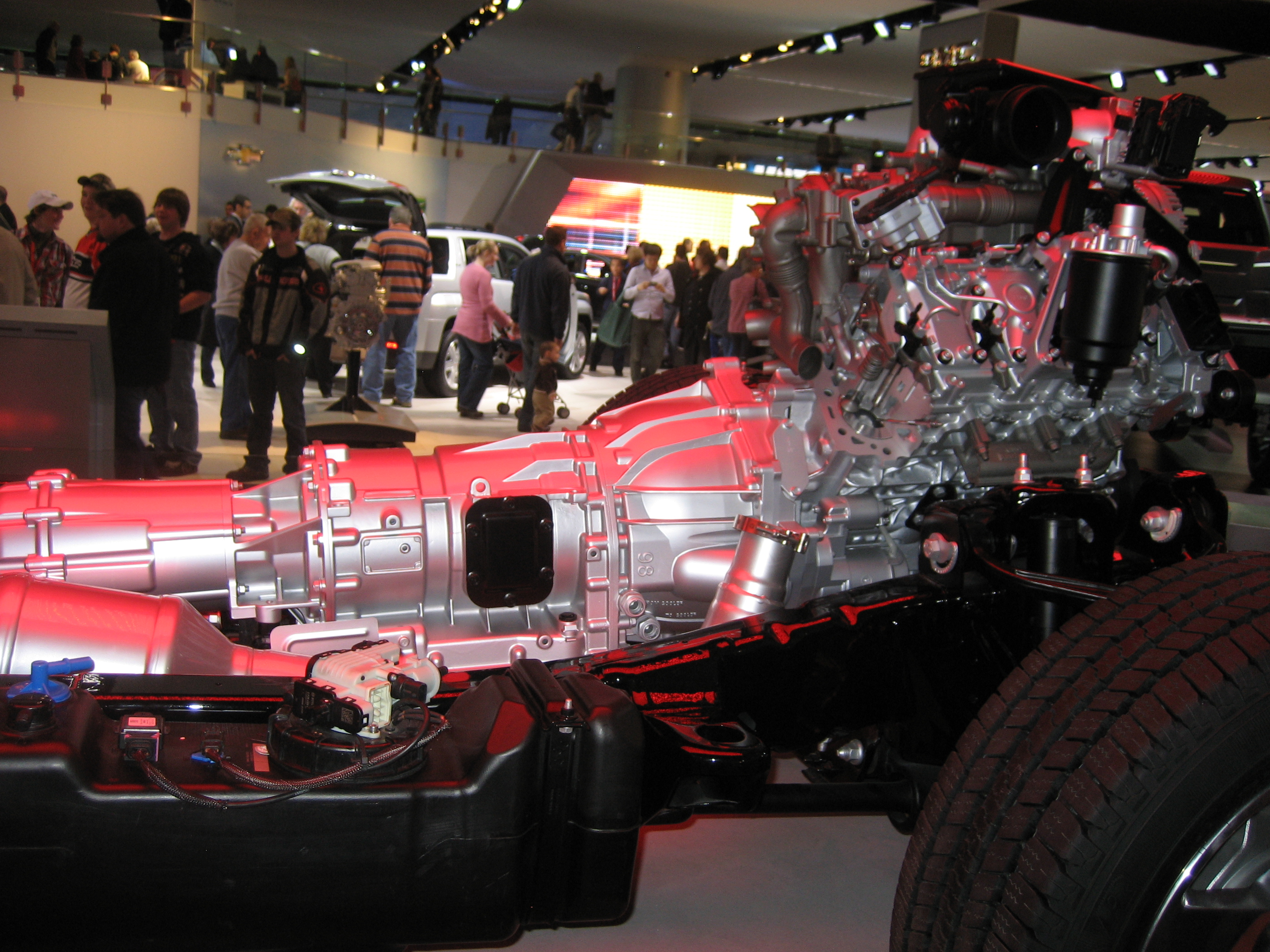
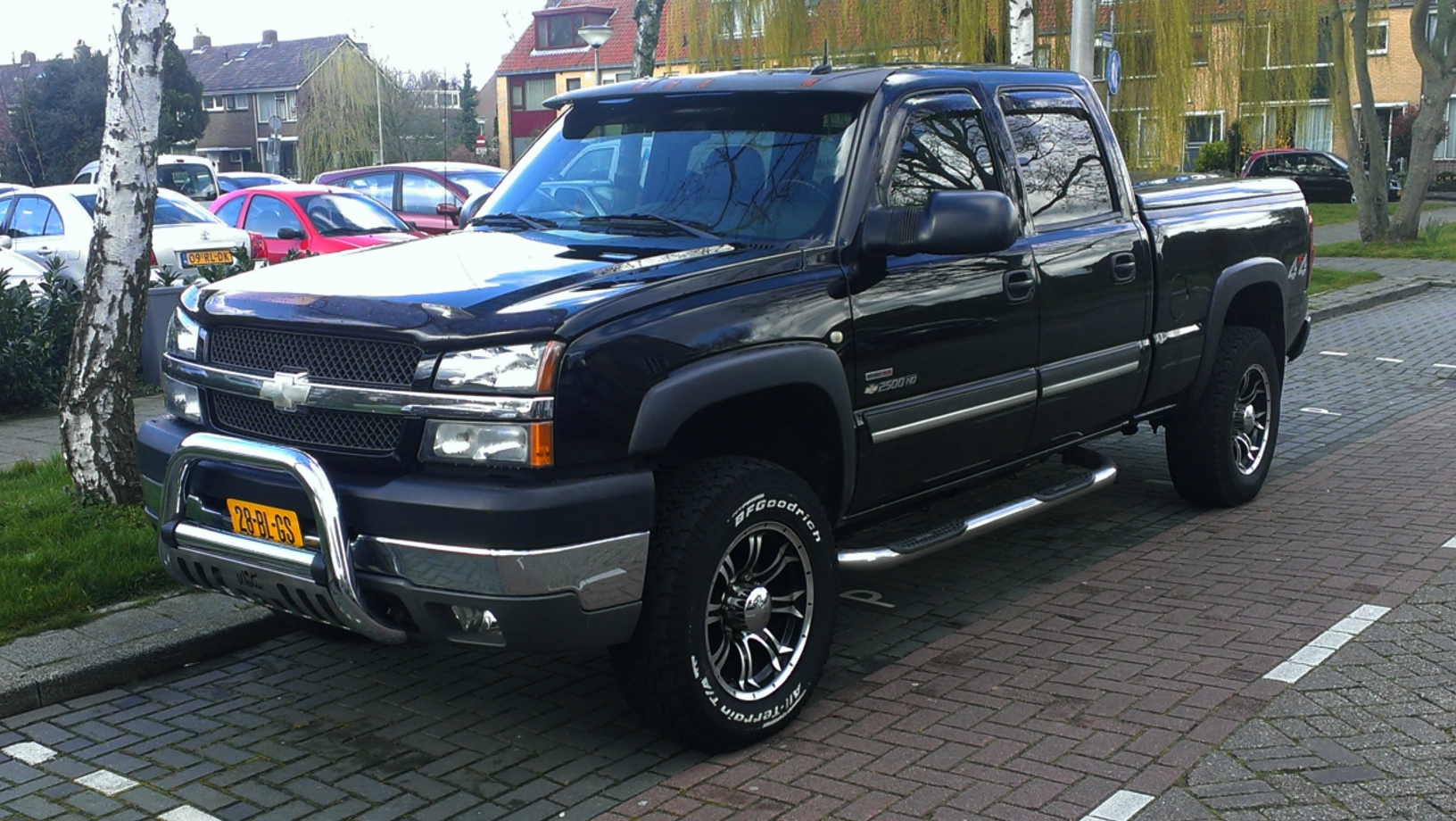

## وصلات خارجية
- Official Chevrolet Silverado Website
- Official GMC Sierra Website